# تودور ستويف
تودور ستويف (بالبلغارية: Тодор Стоев)‏ هو لاعب كرة قدم بلغاري في مركز الدفاع، ولد في 11 أغسطس 1988 في بورغاس في بلغاريا. شارك مع منتخب بلغاريا تحت 21 سنة لكرة القدم. أما مع النوادي، فقد لعب مع ليفسكي صوفيا.

## وصلات خارجية
- تودور ستويف على موقع قاعدة بيانات كرة القدم.إي يو (الإنجليزية)
- تودور ستويف على موقع Soccerway.com (الإنجليزية)
- تودور ستويف على موقع عالم كرة القدم.نت (الإنجليزية)